# Patricio Urrutia
Patricio Javier Urrutia Espinoza (Los Ríos, 1978. október 15. –) ecuadori válogatott labdarúgó.
Az ecuadori válogatott tagjaként részt vett a 2006-os világbajnokságon és a 2007-es Copa América.

## Sikerei, díjai
LDU Quito
- Ecuadori bajnok (4): 2003, 2005 Apertura, 2007, 2010
- Copa Libertadores győztes (1): 2008
- Recopa Sudamericana győztes (2): 2009, 2010